# Palupera
Palupera (deutsch: Palloper) ist eine ehemalige Landgemeinde (vald) im estnischen Kreis Valga mit einer Fläche von 123,62 km². Sie hatte 1016 Einwohner (1. Januar 2017). Im Zuge der Gemeindereform 2017 wurde sie aufgelöst und auf die beiden Landgemeinden Otepää (Kreis Valga) und Elva (Kreis Tartu) verteilt.
Neben dem Hauptort Hellenurme (157 Einwohner) umfasste die Gemeinde die Dörfer: Astuvere (20 Einwohner), Atra (35 Einwohner), Lutike (27 Einwohner), Makita (21 Einwohner), Miti (15 Einwohner), Mäelooga (35 Einwohner), Neeruti (56 Einwohner), Nõuni (211 Einwohner), Palupera (201 Einwohner), Pastaku (40 Einwohner), Päidla (89 Einwohner), Räbi (64 Einwohner) und Urmi (45 Einwohner).
Sehenswert sind die Gutshäuser von Palupera und Hellenurme. In letzterem lebte ab 1850 der deutschbaltische Wissenschaftler Alexander Theodor von Middendorff (1815–1894), der in russischen Diensten Sibirien und die arktischen Gebiete erforschte.